# Paul Niger
Pour les articles homonymes, voir Niger (homonymie).
Paul Niger, de son vrai nom Albert Thomas Gaston Béville, est un écrivain, administrateur et militant français, né le 21 décembre 1915 à Basse-Terre (Guadeloupe) et décédé le 22 juin 1962 dans un accident d'avion à Deshaies (Guadeloupe).

## Biographie
Fils de l'un des deux premiers avocats noirs de Guadeloupe, Béville perd son frère Gilbert Beville pendant la Première Guerre mondiale, puis devient orphelin à l'âge de quatre ans. Il suivit des études supérieures à Paris, obtint un doctorat en Droit puis un brevet de l'École nationale de la France d'outre-mer (ENFOM).
Il fut mobilisé en 1939 et sa participation à la campagne de France lui valut la croix de guerre. Démobilisé en 1940, il découvrit l'œuvre d'Aimé Césaire, se lia à Léopold Senghor et devint l'un des piliers de la littérature francophone noire de l'époque. En 1946, il fut l'un des membres fondateurs de la revue Présence africaine.

### Administration des colonies
Béville mena une carrière professionnelle dans l'administration des colonies. Indigné par le système colonial et par les injustices sociales qu'il engendre, il adhéra au Rassemblement démocratique africain, un regroupement de partis africains d'idéologie communiste, puis socialiste. En 1958-1959, il fut le représentant de la Fédération du Mali à Paris, puis en 1959-1960, inspecteur général des affaires administratives et président-directeur de l'Office de commercialisation agricole du Sénégal.

### Militantisme pour l'autonomie des Antilles
En 1961, inspiré par Aimé Césaire, il fonda avec Édouard Glissant, Cosnay Marie-Joseph et Marcel Manville le Front des Antilles-Guyane pour l'Autonomie et publia le pamphlet Les Antilles et la Guyane à l'heure de la décolonisation. Ce mouvement indépendantiste fut dissous quelques semaines plus tard et Béville fut interdit de séjour aux Antilles et rétrogradé administrativement.

### Décès
En 1962, il réussit néanmoins à déjouer la surveillance policière à l'aéroport d'Orly et embarqua dans un Boeing 707 d'Air France à destination de la Guadeloupe, en compagnie du député de Guyane Justin Catayée. L'écrasement de cet avion sur le Dos d'Âne à Deshaies en Guadeloupe, qui causa la mort des cent-treize personnes à bord, a alimenté les spéculations dans les milieux autonomistes sur la possibilité d'un attentat politique.

## Œuvre littéraire

### Poésie
- Initiation, Seghers, 1954  (OCLC 459835801)

### Essais
- Les Assemblées représentatives dans les territoires d'outre-mer et les territoires sous tutelle de l'Union française, 1950 (OCLC 492162293)
- Perspectives d'avenir des Antilles et de la Guyane, 1960 (OCLC 493198192)
- Les Antilles et la Guyane à l'heure de la décolonisation, Soulanges, 1961 (OCLC 493250821)
- «L'assimilation, forme suprême du colonialisme», L'Esprit, avril 1962 (OCLC 835712129)
- Antilles Guyane, co-auteur Édouard Glissant, Présence Africaine, 1963 (OCLC 81512948)

### Romans
- Les Puissants, Éditions du Scorpion, 1959 (OCLC 320136095)
- Les Grenouilles du mont Kimbo, Maspero/Présence africaine, 1964 (OCLC 1026503)

## Hommages
La ville de Basse-Terre lui rend hommage :
- Médiathèque intercommunale Albert Beville (anciennement médiathèque communale Paul Niger)[5]

### Ouvrages sur Albert Béville
- Rachel Béville, Le destin d'Albert Béville, alias Paul Niger (biographie), Gourbeyre, Nestor, 2016, 193 p. (ISBN 9782365971911, OCLC 1004538857)
- Ronald Selbonne. Albert Béville alias Paul Niger : une négritude géométrique : Guadeloupe-France-Afrique. Préf. Christiane Taubira, Matoury (Guyane française) : Ibis rouge, 2013 (OCLC 858278595)  (ISBN 9782343010984)
- Oruno Denis Lara. Vichy ou dissidence : Béville (Albert), une carrière d'administrateur colonial de Pétain a Dakar. Paris : L'Harmattan, 2013 (OCLC 831334043)
- Patrick Picornot. Paul Niger, 1915-1962 : d'une Afrique mythique vers une poésie authentique. Paris : P. Picornot, Collection de la Barque au soleil, 2011 (OCLC 762471760)
- Jack Corzani, La Littérature des Antilles-Guyane françaises, Desormeaux, 1978, 18-28 p. (OCLC 6913323), « Les choix contemporains », Un ton nouveau: l'intransigeance de Paul Niger